# Leucobrephos brephoides
Leucobrephos brephoides é uma espécie de inseto lepidóptero pertencente à família dos geometrídeos. Esta espécie foi descrita primeiramente em 1857 pelo entomólogo inglês Francis Walker. Pode ser encontrada no continente norte-americano, através dos territórios canadenses de Yukon a Labrador e ao sul em Nova Iorque e sul de Alberta e na Colúmbia Britânica. Habita florestas abertas de madeira mista da região boreal e montanhosa. 

## Descrição
Apresenta envergadura de cerca de 29 milímetros. Os adultos voam de março a maio, com seu pico em meados de abril em Alberta. Geralmente, seu período de voo começa quando as manchas de neve ainda estão no solo.
Suas larvas se alimentam principalmente das folhas de Populus tremuloides, de Betula papyrifera e Alnus, mas também foram registradas em Salix e Populus balsamifera. Todas estas espécies produzem amento no início da primavera, que podem ser importantes fontes de alimento para as larvas até o surgimento das folhas.